# 11061 Lagerlöf
11061 Lagerlöf là một tiểu hành tinh vành đai chính với chu kỳ quỹ đạo là 1691.3796020 ngày (4.63 năm).
Nó được phát hiện ngày 10 tháng 9 năm 1991.